# Alfred Rosenblatt

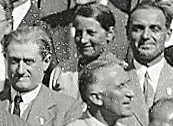
De izquierda a derecha: Alfred Rosenblatt, Helene Stähelin(en)</sup), Angelo Tonolo^{(it)}, J. Züllig, International Mathematical Congress, Zúrich 1932

Alfred Rosenblatt (* 22 de julio de 1880, Cracovia - † 1947, Lima), fue un matemático nacido en Polonia, nacionalizado peruano, trabajó en Perú en docencia e investigaciones en matemática.

## Breve biografía
Inició sus estudios universitarios en la Escuela Politécnica de Viena, los continuó en la facultad de Filosofía de la Universidad Jagellonica de Cracovia; también siguió cursos de postgrado en la Universidad de Gottingen, Alemania.En Europa obtuvo el título de ingeniero electricista y doctor en filosofía.
Llegó al Perú en 1936 y permaneció en Lima hasta su muerte. Trabaja intensamente al lado de Godofredo García en la Universidad de San Marcos donde publica más de 130 trabajos en los idiomas polaco, alemán, francés, italiano y castellano sobre Análisis Real y Complejo, Geometría, Topología, Ecuaciones Diferenciales, Mecánica Racional y Celeste e Hidrodinámica. Es contratado en Perú para ocupar la cátedra de Astronomía y Geodesia en reemplazo del Capitán de Navío José R.Gálvez en 1936. Desarrolla una profusa labor científica en Perú, siendo gran promotor de la Academia Nacional de Ciencias Exactas, Físicas y Naturales del Perú. Publicó 206 artículos en revistas científicas.

## Obras
- Sobre la representación de dominios planos variables, Revista de Ciencias, Lima, diciembre de 1936.
- Sobre la función de Green de dominios acotados en el espacio euclidiano de tres dimensiones, Revista de Ciencias, Lima, junio de 1941
- La posición de Copérnico en la historia de la ciencia, Revista de Ciencias, Lima, diciembre de 1943.
- Análisis Algebraico en colaboración con Godofredo García, sobre números reales, conjuntos, sucesiones infinitas, series y productos infinitos.[3]

## Puede consultarse
- "Lista de los trabajos publicados por el profesor Alfred Rosenblatt, de 1908 a 1941".[4]